# Ванов
Ванов (укр. Ванів) — село в Белзской городской общине Шептицкого района Львовской области Украины.
Население по переписи 2001 года составляло 875 человек. Занимает площадь 1,92 км². Почтовый индекс — 80054. Телефонный код — 3257.